# 茶具

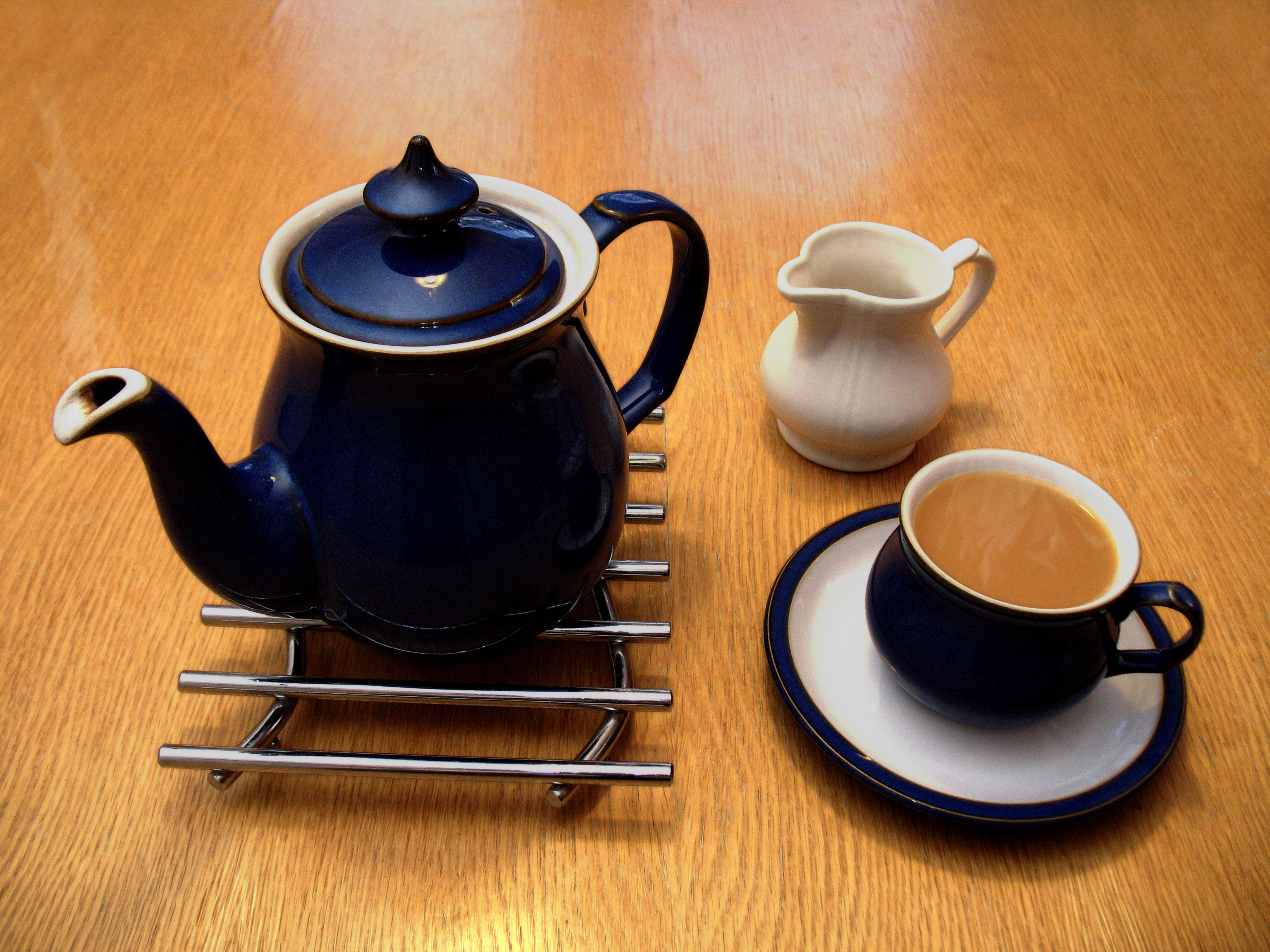
西式茶具

茶具，古代亦称茶器或茗器，泛指製茶、饮茶使用的器具，是所有瀹茶过程中必备的器具，不单指茶壶、茶杯，包括製茶、贮茶、饮茶等工具。